# Odontostreptus intricatus
Odontostreptus intricatus är en mångfotingart som först beskrevs av Voges 1878.  Odontostreptus intricatus ingår i släktet Odontostreptus och familjen Spirostreptidae. Inga underarter finns listade i Catalogue of Life.